# Robin Snoek
Robin Snoek (Abcoude, 28 november 1992) is een Nederlands marathonschaatser uit Abcoude. 
Hij begon in 2011 een HBO-opleiding Food Commerce & Technology en koos daarbinnen de afstudeerrichting Markt en Consument aan de Hogeschool Inholland te Amsterdam. Naast zijn studie is hij melkveehouder in het familiebedrijf. Zijn prestaties in het schaatsen zijn extra bijzonder, omdat hij als dertienjarige zijn knie verbrijzeld heeft na een ongeluk met een quad.
Hoogtepunt in zijn nog prille schaatscarrière is de 3e plaats in zowel het jongerenklassement als het algemeen klassement van de 1e Divisie in het schaatsseizoen 2013-2014.
Sinds het seizoen 2011-2012 is hij als B-rijder uitgekomen voor de ploegen van Goesting/BTB Riedas (2011-2012), Romex Restate (2012-2103) en Mannen met goesting (2013-2014) en in de Topdivisie voor team Snelle Jelle (2014-2015). In het seizoen 2015-2016 komt hij in de Topdivisie uit voor CRV Interfarms.

## Resultaten
2014
- 3e plaats algemeen klassement en jongerenklassement KPN Marathon Cup 2013-2014 1e Divisie.
- Nederlands Kampioen Heren Neo-Senioren 5.000 meter op 28 februari 2014 te Enschede.
- Nederlands Kampioen Heren Neo-Senioren 10.000 meter op 2 maart 2014 te Enschede.

2013
- 2e plaats Kwintus Novus Trophy op 21 november 2013 te Dronten.

2012
- 4e plaats KPN Nederlands Kampioenschap Marathon 1e Divisie op 26 december 2012 te Utrecht.

2011
- 1e plaats 6-Banentoernooi Finale op 27 februari 2011 te Alkmaar.